# Mario Spagnoli
Mario Spagnoli (1900 – 1977) è stato un imprenditore italiano.

## Biografia
Figlio di Luisa Spagnoli, nel 1937 ne eredita l'omonima azienda d'abbigliamento, che passa da attività artigianale a industriale. Nel 1942, brevetta due oggetti: un pettine per la raccolta della lana e una pinza per tatuare i conigli d'angora; e mette a punto una speciale conigliera e un trattamento per la levigatezza della lana di coniglio, affinché non si perdesse fibra da filati, tessuti e maglie.
Nel 1947, costruisce il nuovo stabilimento della "Città dell'Angora", attorno cui nacque una comunità autosufficiente, in cui la parte assistenziale e ricreativa era fase del ciclo produttivo. Fondò inoltre, negli anni sessanta il parco giochi della "Città della Domenica", originariamente denominato "Spagnolia", ancor oggi meta di visitatori.